# Мальджессо
Мальджессо (італ. Malgesso) — муніципалітет в Італії, у регіоні Ломбардія,  провінція Варезе.
Мальджессо розташоване на відстані близько 540 км на північний захід від Рима, 60 км на північний захід від Мілана, 14 км на захід від Варезе.
Населення — 1312 осіб (2014).
Покровитель — святий Михайло.

## Демографія
Населення за роками:

Станом на 31 грудня 2014 року в муніципалітеті офіційно проживало 77 іноземців з 23 країн, серед них 33 громадяни країн Євросоюзу та 3 громадяни України.

## Сусідні муніципалітети
- Барделло
- Безоццо
- Бреббія
- Брегано
- Траведона-Монате